# Vicente Meli
Vicente Meli (n. Rosario, Santa Fe; 10 de enero de 1929- f. 2015) fue un militar argentino que estuvo activo en la provincia de Córdoba durante la dictadura autodenominada «Proceso de Reorganización Nacional».

## Biografía
Pertenecía al Ejército y alcanzó el rango de general de brigada. Fue condenado a prisión perpetua en 2010 por delitos de lesa humanidad cometidos en esa provincia.
El 24 de marzo de 1976, durante el golpe de Estado que inició la dictadura autodenominada «Proceso de Reorganización Nacional», fue designado delegado interventor de la Empresa Obras Sanitarias de la Nación.
Desde el 21 de junio de 1976, fue jefe de Estado Mayor de la IV Brigada de Infantería Aerotransportada de Córdoba.
Durante la guerra de las Malvinas de 1982, fue jefe de Operaciones del Estado Mayor General del Ejército.

## Juicios
A fines de la década de 2000 quedó imputado en la causa «UP1», en la cual se investigaban los fusilamientos en la Unidad Penal 1 de Córdoba, cometidos entre abril y octubre de 1976 en dicha penitenciaría.
En 2010, el Tribunal Oral Federal N.º 1 de Córdoba condenó a Meli a prisión perpetua por delitos de lesa humanidad cometidos en la provincia de Córdoba. En concreto, fue considerado penalmente responsable de «…imposición de tormentos agravada por la condición de perseguido político de la víctima (catorce hechos en concurso real, a partir de principios del mes de julio de 1976), homicidio calificado por alevosía y por el concurso de pluralidad de partícipes (doce hechos en concurso real), tormento seguido de muerte (un hecho)…». En el mismo juicio se condenó a los generales Jorge Rafael Videla y Luciano Benjamín Menéndez.
Estuvo imputado en una causa por los delitos cometidos en los centros clandestinos de detención «La Perla», «La Ribera», la Unidad Penal 1 de Córdoba y la Unidad Penal 5 «del Buen Pastor».
En diciembre de 2014 la Cámara de Apelaciones de Córdoba confirmó su procesamiento junto al exgeneral Menéndez en una causa de una desaparición forzada. El 10 de agosto de 2015 la Cámara lo sobreseyó por estar ya fallecido.